# James Saunders
James Saunders (Londres, 8 de janeiro de 1925 - Twickenham, 29 de janeiro de 2004) foi um dramaturgo inglês. Foi um dos expoentes do teatro do absurdo.

## Obras
Suas principais obras:
- Moonshine (1955)
- The Ark (1959)
- A Slight Accident (1961)
- Double Double (1962)
- Next Time I'll Sing To You (1962)
- Who was Hilary Maconochie? (1963)
- A Scent of Flowers (1966)
- The Travails of Sancho Panza (1969)
- Games (1970)
- After Liverpool (1970)
- Hans Kolhaus (1972)
- A Journey to London (co-autor 1975)
- Bodies (1977)
- Over the Wall (1977)
- Random Moments in a May Garden (1980)